# Anahita

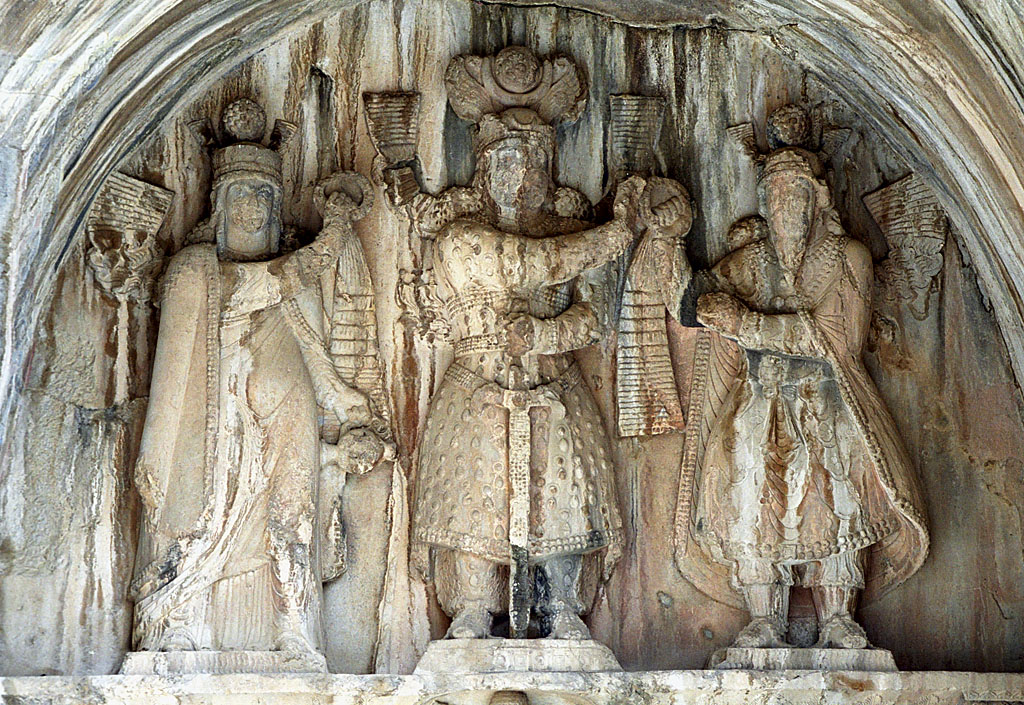
Învestirea lui Khosrow al II-lea (a domnit între 590-628). Regele (centru) primește inelul regalității de la Mithra (dreapta). În stânga, aparent sfințind învestitura, se află o figură feminină despre care se presupune că este Anahita.

În mitologia persană, Anahita este o zeiță a apei, a iubirii, a fertilității, o protectoare a femeii, dar și o divinitate a războiului. Numele ei înseamnă "cea imaculată". Este reprezentată ca o fecioară, îmbrăcată cu o pelerină aurie, având o diademă din diamante. Păunul și porumbelul sunt animalele sacre ale ei. Uneori, Anahita este considerată consoarta lui Mithra. Când Persia a cucerit Babilonul, în secolul al VI-lea î.Hr., Anahita a început să prezinte similaritudini cu zeița babiloniană Ishtar. În timpul lui Artaxerxes (436-358 î.Hr.), în cinstea Anahitei se ridică numeroase temple la Babilon, Ecbatana și Susa.